# 高嶺鎮站
高嶺鎮站（韓語：고령진역）是朝鮮民主主義人民共和國咸镜北道会宁市的一個鐵路車站，属于咸北线。

## 邻近车站
咸北线
金生站 - 高嶺鎮站 - 新鹤浦站